# Videojuego de lucha

Identificación visual de un videojuego de lucha.

Un videojuego de lucha, pelea o combate, es un videojuego que se basa en manejar un luchador o un grupo de luchadores, ya sea dando golpes, usando poderes mágicos o armas (incluyendo las de fuego), arrojando objetos o ejecutando proyecciones. Este género se podría encuadrar en el super-género de arcade, es decir, es más importante la acción que la estrategia, aunque haya mucho de esta última.
En inglés los juegos de este género reciben el nombre de fighting games. No debe confundirse con el género Beat 'em up, en el cual el personaje debe atravesar un nivel largo luchando contra los enemigos.
Los juegos de pelea son categorizados aparte de los videojuegos de deportes (como juegos de lucha libre, boxeo, o artes marciales mixtas).

## Definición
Los videojuegos de lucha son un tipo de videojuego de acción en el que dos (en los juegos de lucha de uno contra uno) o más (en los juegos de lucha de plataformas) los personajes en pantalla luchan entre sí. Estos juegos suelen presentar movimientos especiales que se activan mediante secuencias rápidas de pulsaciones de botones cuidadosamente cronometradas y movimientos del joystick. Los juegos tradicionalmente muestran a los luchadores desde una vista lateral, incluso cuando el género ha progresado de gráficos bidimensionales (2D) a tridimensionales (3D). Se considera que Street Fighter II (aunque no fue el primer videojuego de lucha), estandarizó el género, y los juegos similares lanzados antes de Street Fighter II desde entonces, se han clasificado más explícitamente como videojuegos de lucha. Los videojuegos de lucha generalmente involucran combate cuerpo a cuerpo, aunque muchos juegos también presentan personajes con armas cuerpo a cuerpo.
Este género está relacionado pero es distinto de los beat 'em up, otro género de acción que involucra combate, donde el personaje del jugador debe luchar contra muchos enemigos al mismo tiempo. Los beat 'em ups, como los videojuegos de lucha tradicionales, muestran la salud del jugador y del enemigo en una barra, generalmente ubicada en la parte superior de la pantalla. Sin embargo, los beat 'em up generalmente no presentan combates divididos en "rondas" separadas. Durante las décadas de 1980 y 1990, las publicaciones usaban los términos "fighting games" y "smash" indistintamente, junto con otros términos como "simulación de artes marciales" (o términos más específicos como "simulador de judo") y videojuegos de "golpe-patada". Los videojuegos de lucha todavía se llamaban videojuegos "beat 'em up" en las revistas de videojuegos hasta finales de la década de 1990. En retrospectiva, los críticos han argumentado que los dos tipos de videojuego gradualmente se volvieron dicotómicos a medida que evolucionaban, aunque los dos términos aún pueden confundirse.
Los videojuegos de lucha basados en deportes son juegos que incluyen boxeo, artes marciales mixtas (MMA) o lucha libre profesional. Los videojuegos de boxeo serios pertenecen más al género de los videojuegos de deportes que al género de los videojuegos de acción, ya que apuntan a un modelo más realista de las técnicas de boxeo, mientras que los movimientos en los videojuegos de lucha tienden a ser muy exagerados o modelos absolutamente fantásticos de técnicas de artes marciales asiáticas. Como tales videojuegos de boxeo, de artes marciales mixtas y de lucha libre, a menudo se describen como géneros distintos, sin comparación con los videojuegos de lucha y pertenecen más al género de los videojuegos deportivos.

## Subgéneros

### Uno contra uno
El juego de lucha de uno contra uno o enfrentamiento individual varía mucho de un juego a otro, pero por lo general consiste en pelear contra otro luchador, manejado por el CPU o por otro videojugador, cuya finalidad es derrotarlo o evitar que derroten al nuestro, dándole golpes o cualquier otro tipo de ataque para debilitarlo y vencerlo, así como esquivar y contraatacar cualquier ataque recibido.
Por lo general suelen usar muchos botones, divididos en puños y patadas, la palanca o cruceta direccional es vital, ya que con ella se pueden hacer diversas combinaciones para que se ejecuten ataques especiales. Este género se ha hecho muy famoso por las combinaciones complicadas de control, que incluye diagonales.
Los combates suelen ser en tres rondas (lo común) o en una sola, hay una barra de energía que indica la salud que le queda a los combatientes para ser vencidos. En los juegos más recientes del género también hay diversos elementos en los escenarios que quitan salud.
El objetivo del jugador generalmente es vencer en todos los combates, en el modo historia contra la CPU o historia, hay que vencer combate tras combate hasta llegar a un Jefe Final y después de derrotarlo se termina el juego. Por lo general al terminar un juego de este tipo presentan la "historia" del personaje con que se ha vencido al Jefe Final y/o el desenlace de la trama del juego.
El subgénero fue asentado formalmente por Street Fighter, aunque ya existían juegos anteriores como Yie Ar Kung-Fu de Konami. Pero la verdadera popularidad llegó a partir de Street Fighter II, un arcade de 1991 que revolucionó el género.
Otros juegos más recientes se vieron presionados a innovar para así evitar la merma del género en el mercado. Virtua Fighter (1993), fue el primer juego en renderizar gráficos 3D a tiempo real. Aparecieron también otros juegos con nuevos elementos como Killer Instinct, que
un año después sorprendió por su sistema de combos.
Una variante de este subgénero son combates por equipos, en donde el jugador permite elegir un grupo de 2, 3 o hasta 4 luchadores y enfrentar equipos entre sí, como los pertenecientes a la saga The King of Fighters, e incluso cambiar de luchador en medio de un combate (como en el caso de X-Men vs. Street Fighter en combates 2 Vs. 2 y en The King of Fighters 2003 en combates 3 Vs. 3), mientras el otro (u otros) se recupera.
Mace The Dark Age, fue el primero en 3D que permitía interactuar con el escenario con distintos desniveles o peligros.[cita requerida]

### Batalla campal
El género de Lucha Free-For-All ("todos contra todos") o arena fighting que suele presentarse como un juego de batalla campal («battle royale» en inglés) donde el movimiento del jugador suele ser completamente libre en el escenario e incluye, habitualmente, una alta interacción con el escenario, diversos objetos utilizables repartidos sobre el escenario, ataque a distancia, etc. Es por eso por lo que también se los conoce como juegos de lucha sobre plataformas («platform fighting» en inglés), si además tenemos en cuenta que no tienen por qué ser juegos tridimensionales.
Este subgénero contiene la esencia del juego de lucha 1 vs. 1 pero el enfrentamiento puede ser también de 3 o 4 personas (o personajes controlados por el CPU) simultáneamente; básicamente consiste en enfrentar a todos los jugadores en una sola pelea en diferentes combinaciones (1 vs. 1 vs. 1, 1 vs. 1 vs. 1 vs. 1, 2 vs. 1, 3 vs. 1, 2 vs. 2, etc.).
Dado que pueden participar más de 2 jugadores a la vez también están contempladas las luchas en equipos, pero a diferencia de las luchas en equipos del "1 vs. 1" (arriba mencionadas), en estas es necesario que todos los participantes se encuentren en combate al mismo tiempo.
En este tipo de juegos usualmente se da el ganador por "survival" (es decir, el último que sobrevive a la pelea gana), sin embargo puede haber otros modos de determinar al ganador como su ratio de eliminaciones por tiempo, o puntos de acuerdo al desempeño en el combate, etc.
Uno de los ejemplos más representativos de este subgénero es Power Stone. Sin embargo, existen otras variaciones con un movimiento limitado al desplazamiento lateral y saltos sobre plataformas popularizado por la serie de videojuegos Super Smash Bros.

## Clasificación por entorno

### Juego de lucha en dos dimensiones

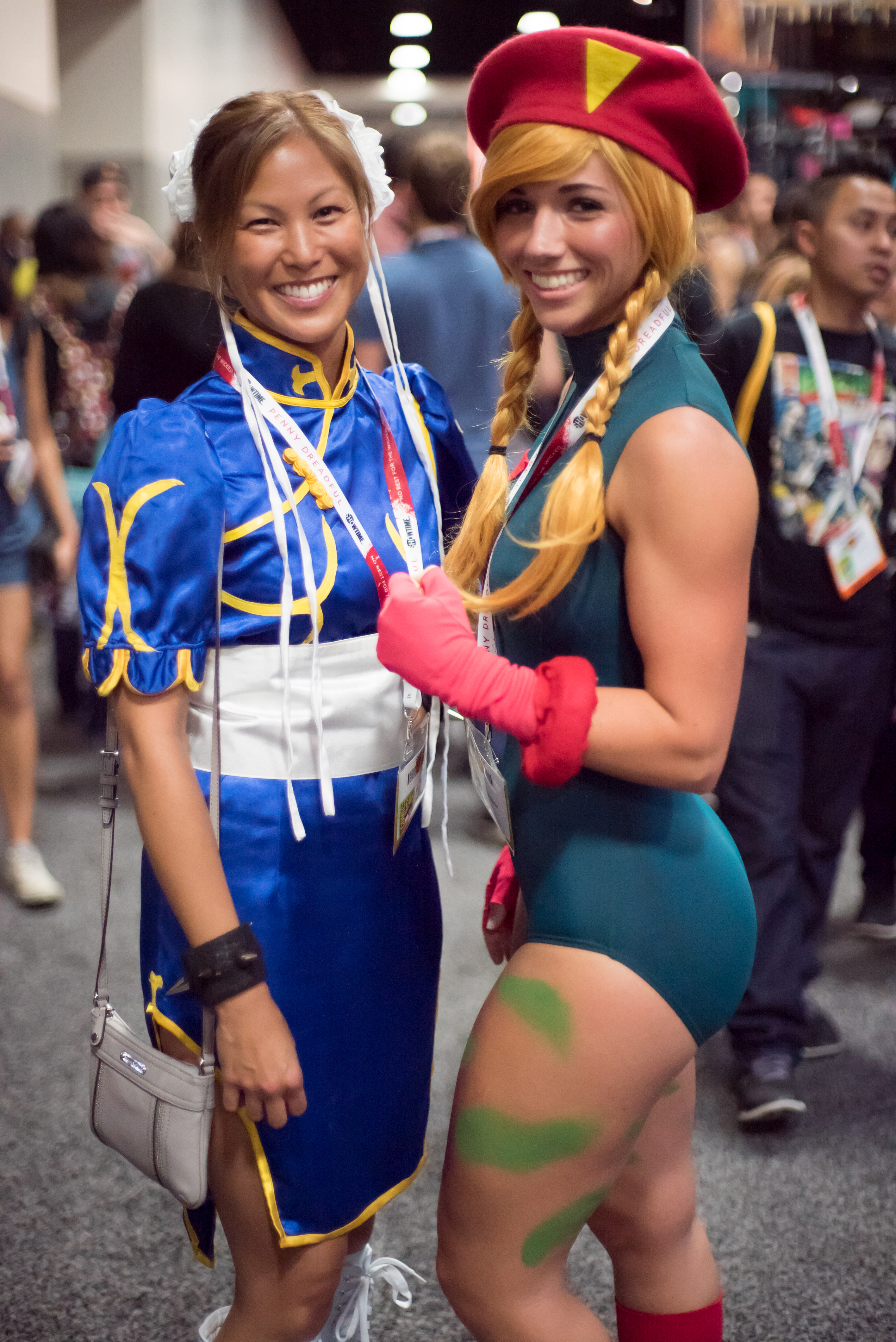
Cosplayers de Chun-Li y Cammy de la saga Street Fighter.

Un juego de lucha en dos dimensiones (2D), es un juego en el cual los movimientos de los personajes están limitados a un escenario que sólo les permite movilizarse adelante o atrás.
Es importante recalcar que el nombre de "lucha 2D" no está referido al diseño gráfico de los personajes y escenarios sino que el concepto está limitado a la libertad de movimiento de los personajes dentro de la pantalla.
Digno de notar que a diferencia de los beat em up, estos juegos carecen de fases que normalmente indican como llegar al último enemigo.
Ejemplos de juegos de lucha 2D son Street Fighter, Mortal Kombat, The King of Fighters, Samurai Shodown o Guilty Gear.

### Videojuego de lucha en tres dimensiones

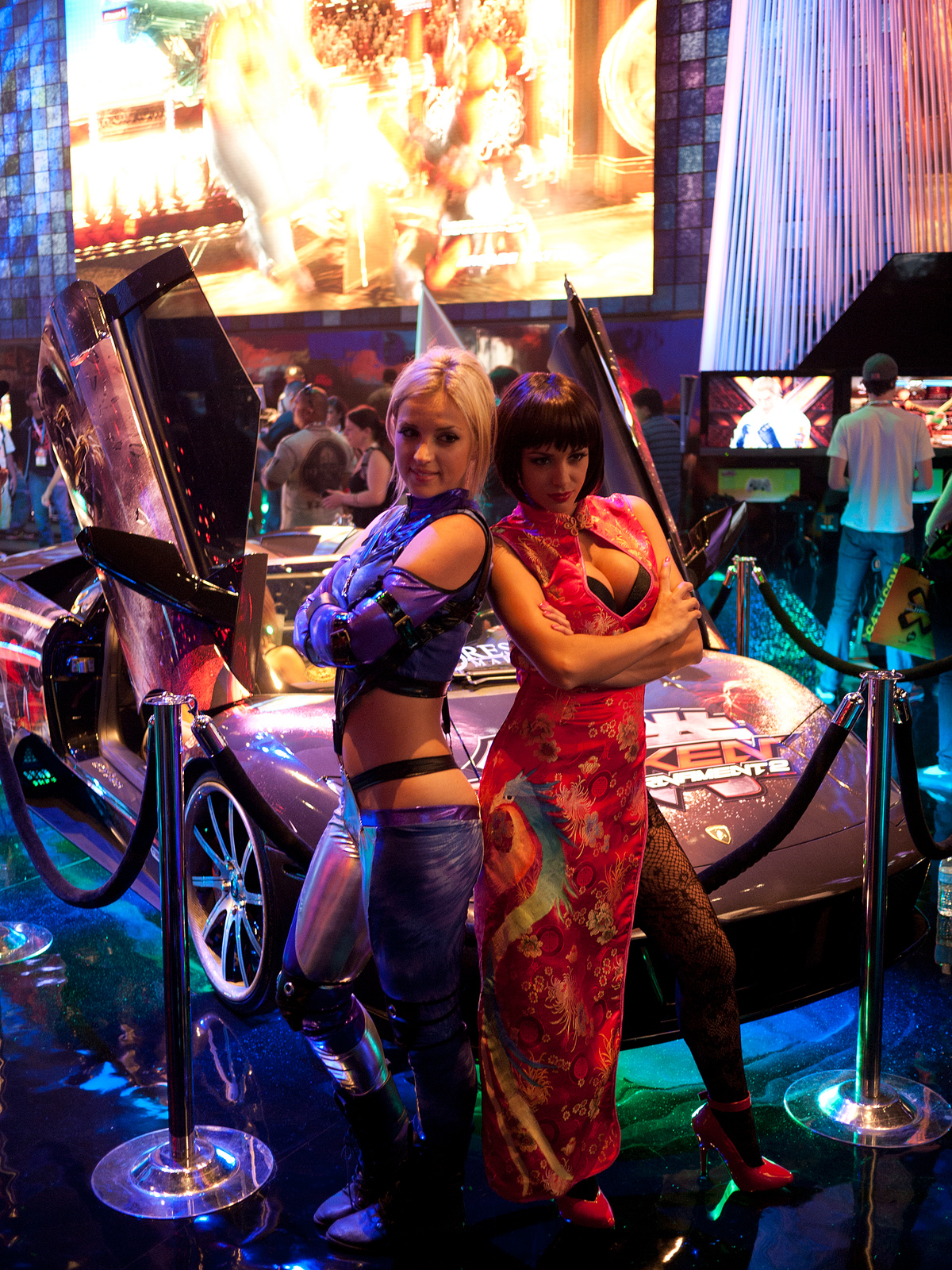
Cosplayers de Nina Williams y Anna Williams de la saga Tekken.

Un juego de lucha en tres dimensiones (3D), es un juego en el cual los personajes pueden moverse libremente alrededor del escenario, adelante, atrás, izquierda o derecha.
Los escenarios de este tipo de juegos suelen ser interactivos e incluso expandibles (por ejemplo, lanzando al oponente contra una pared, la pared se destruye y se libera el paso a una nueva área del escenario).
Ejemplos de videojuegos de lucha 3D son las franquicias Tekken, Virtua Fighter, Soulcalibur, Dead or Alive, WWE 2K y Dragon Ball Z: Budokai Tenkaichi.

## Videojuegos de lucha

### 1 vs. 1 (Sencillo)
- Akatsuki Blitzkampf
- Art of Fighting
- BlazBlue
- Bloody Roar
- Brutal: Paws of Fury
- Bushido Blade
- Buriki-One
- Capcom Fighting Evolution
- Dead or Alive
- Def Jam
- EA Sports UFC
- Fatal Fury
- Fight Night
- Fate/ulimited codes
- Guilty Gear
- Golden Axe: The Duel
- Injustice
- Killer Instinct
- Mortal Kombat
- Rival Schools
- Rumble Roses
- Samurai Shodown
- Shadow Fight
- SVC Chaos: SNK vs. Capcom
- Soulcalibur
- Street Fighter
- Tekken
- Virtua Fighter
- Voltage Fighter
- Warpath: Jurassic Park

### 1 vs. 1 (Equipos)
- BlazBlue: Cross Tag Battle
- Capcom vs. SNK
- Dragon Ball FighterZ
- Skullgirls
- The King of Fighters
- Marvel vs. Capcom
- Tekken Tag
- Mortal Kombat: Onslaught

### Batalla campal
- Custom Robo
- Dragon Ball Z: Budokai Tenkaichi
- Godzilla: Destroy All Monsters Melee
- Jump Ultimate Stars
- Power Stone
- Guilty Gear Isuka
- Jump Super Stars
- Battle Stadium D.O.N.
- One Piece: Gigant Battle
- Naruto Shippuden: Ninjutsu Zenkai Cha - Crash
- PlayStation All-Stars Battle Royale
- Sonic Battle
- Super Smash Bros
- Brawlhalla